# Stazione di Épinay-sur-Seine
La stazione di Épinay-sur-Seine (in francese Gare d'Épinay-sur-Seine) è una stazione ferroviaria situata nel comune di Épinay-sur-Seine, nel dipartimento della Senna-Saint-Denis.
È uno dei capolinea della linea 11 del tram dell'Île-de-France.

## Storia
La stazione fu attivata nel 1908 dalla Compagnie des chemins de fer du Nord. L'8 marzo 1918, durante la prima guerra mondiale, fu colpita da un bombardamento aereo tedesco.

## Movimenti
La stazione è servita dai treni della Linea RER C.